# يو هوا (مجدفة)
يو هوا (بالصينية: 余華) هي مجدفة صينية، ولدت في 19 يناير 1981 في بكين في الصين.

## وصلات خارجية
- يو هوا على موقع الاتحاد الدولي للتجديف (الإنجليزية)
- يو هوا على موقع أوليمبيديا (الإنجليزية)
- يو هوا على موقع اللجنة الأولمبية الصينية (الإنجليزية)